# رون ميلر (لاعب كرة قدم)
رون ميلر (بالإنجليزية: Ron Mailer)‏ هو لاعب كرة قدم بريطاني في مركز نصف الجناح، ولد في 18 مايو 1932 في أوكتراردير ‏ في المملكة المتحدة، وتوفي في 29 مارس 2018. لعب مع نادي دارلنجتون.